# William Russell (színművész, 1924–2024)
William Russell (Sunderland, 1924. november 19. – 2024. június 3.) angol színész, legismertebb szerepe Ian Chesterton, a régi Ki vagy, doki? (Doctor Who?) sorozatból.

## Szerepei

### Filmek
- The Biscuit Eater (1940)
- Virginia (1941)
- Gift Horse (1952)
- Appointment in London (1953)
- Malta Story (1953)
- The Saint's Return (1953)
- They Who Dare (1954)
- Intimate Relations (1954)
- The Gay Dog (1954)
- Kacagó kocogó, avagy Pitkin visszatér a moziba (One Good Turn) (1955)
- Above Us the Waves (1955)
- A sosemvolt ember (The Man Who Never Was) (1956)
- The Big Chance (1957)
- The Adventures of Hal 5 (1958)
- Az önzetlen nyomozó (The Share Out) (1962)
- Return to Sender (1963)
- A nagy szökés (The Great Escape) (1963)
- Terror (1978)
- Superman (1978)
- Halál egyenes adásban (1980)
- Mark Gertler: Fragments of a Biography (1981)
- The Kill-Off (1989)
- Deadly Manor (1990)
- Mob Queen (1998)

### Tévéfilmek
- St. Ives (1955)
- Lilli Palmer Theatre (1956)
- Assignment Foreign Legion (1956)
- The Adventures of Aggie (1956)
- The Adventures of Sir Lancelot (1956-57)
- Sword of Freedom (1957)
- Nicholas Nickleby (1957)
- Hamlet (1961)
- Triton (1961)
- BBC Sunday-Night Play (1961)
- St. Ives (új sorozat) (1960)
- Armchair Thriller (1959)
- Tales from Dickens (1959)
- Jane Eyre (1963)
- Drama 61-67 (1963)
- The Edgar Wallace Mystery Theatre (1962-63)
- Suspense (1963)
- Ki vagy, doki? (1963-65)
- Breaking Point (1966)
- Dr. Finlay’s Casebook (1967)
- This Man Craig (1966-67)
- Detective (1969)
- Parkin’s Patch (1969)
- Buggins’ Ermine (1972)
- Harriet’s Back in Town (1972-73)
- Justice (1974)
- Father Brown (1974)
- Whodunnit? (1974)
- The Hanged Man (1975)
- The Main Chance (1975)
- Against the Crowd (1975)
- Három ember egy csónakban (Three Men in a Boat) (1975)
- Crown Court (1975-1977)
- Scene (1976)
- Van der Valk (1977)
- Disraeli (1978)
- Parables (1978)
- Strangers (1978)
- BBC2 Play of the Week (1978)
- Testament of Youth (1979)
- Shoestring (1979)
- Spearhead (1979)
- Mackenzie (1980)
- The Professionals (1980)
- Armchair Thriller (1980)
- Fekete Vipera (1983)
- Robin of Sherwood (1986)
- The Four Minute Mile (1988)
- Boon (1990)
- Coronation Street (1992)
- Baleseti sebészet (Casualty) (1995)
- The Affair (1995)
- Great Performances (1997)
- Heartbeat (2000)
- Agatha Christie: Poirot, After the Funeral c. epizód (2006)
- An Adventure in Space and Time (2013)

### Videofilmek
- Doctor Who: The Crusade (1999)

## Fordítás
- Ez a szócikk részben vagy egészben  a   William_Russell_(actor) című angol Wikipédia-szócikk fordításán alapul.  Az eredeti cikk szerkesztőit annak laptörténete sorolja fel. Ez a jelzés csupán a megfogalmazás eredetét és a szerzői jogokat jelzi, nem szolgál a cikkben szereplő információk forrásmegjelöléseként.

## További információ
- William Russell az Internetes Szinkronadatbázisban (magyarul)
- William Russell az Internet Movie Database-ben (angolul)
- William Russell a Rotten Tomatoeson (angolul)